# Odensbergssjön
Odensbergssjön är en sjö i Vara kommun i Västergötland och ingår i Göta älvs huvudavrinningsområde. I Odensbergssjön finns en övervakningsstation för vattenkvalité.  Sjön ligger på Storemosse och nedströms ligger sjöarna Mellomsjön och Hallasjön.